# Jeonmin-dong
Jeonmin-dong (koreanska: 전민동) är en stadsdel i staden  Daejeon, i den centrala delen av landet, 140 km söder om huvudstaden Seoul. Den ligger i stadsdistriktet Yuseong-gu. 